# Сражение при Варбурге
Сражение при Варбурге — битва, состоявшаяся 31 июля 1760 года при городе Варбург между 24-тысячной Союзной армией (британские, гессенские, ганноверские и брауншвейгские силы) под командованием Фердинанда, герцога Брауншвейгского и наследного принца Брауншвейгского и 21,5-тысячным французским корпусом генерал-лейтенанта шевалье де Мюи, завершившееся поражением французов. В сражении отличились английские солдаты, им принадлежит основная заслуга в победе.

## Исходная ситуация
Союзная армия заперта у Хохенкирхена, в треугольнике, образуемом реками Везер и пересыхавшей летом речкой Димель. Герцог де Бролье, главнокомандующий французов, намеревается окружить её и уничтожить. Сражение намечено на 31 июля. Планируя охват противника, он слишком далеко распыляет свои силы, в частности, корпус шевалье де Мюи в Варбурге отделён от основных французских сил расстоянием в три прусские мили (около 25 километров).

Ганноверский пехотинец времён Семилетней войны

Командующий Союзной армией принц Брауншвейгский находится перед сложным выбором: осознавая невыгоду своей позиции, он должен решиться между переправой через Везер, которая отдала бы противнику Вестфалию и лишила его связи с морем и основной линии снабжения по Везеру, или уходом на другой берег Димеля, равносильный оставлению Касселя, а с ним и всего Гессена. Он решает в пользу второго варианта, при этом он рассчитывает использовать изолированное положение корпуса де Мюи и нанести поражение французам у Варбурга. 30 июля его армия переходит Димель и идёт к Варбургу.

## Поле сражения, силы и диспозиция сторон
Ландшафт: горное плато, идущее с северо-запада на юго-восток, круто обрывающееся у Оссендорфа (ныне все упоминаемые ниже населённые пункты поглощены разросшимся Варбургом), в западной части плато располагается возвышенность Хайнберг, вершина которой представляет собой площадку шириной не больше 10 шагов (8 метров), Хайнберг обращён к речке Димель отвесным склоном, у селения Гермете и у Варбурга плато также круто обрывается к реке. У Гермете начинается широкая долина, пригодная для передвижения больших войсковых соединений. Димель проходим вброд в любом месте во все времена, кроме весеннего половодья. Улочки средневекового Варбурга очень узки и потому малопригодны для прохода войска. Город обнесён стеной, однако для самостоятельной обороны не годится, так как, кроме его южной части, над всеми остальными доминируют возвышенности. Хайнберг, в силу своего господствующего положения на местности, важен для обороны левого фланга французов.
Силы противников: см. карточку битвы.
Диспозиция:
Принц Брауншвейгский запланировал атаку левого фланга противника двумя колоннами корпуса наследного принца. Первая колонна под началом генерала Харденберга (12 батальонов, 12 эскадронов) начинает наступление от Оссендорфа и атакует французов с фланга и с тыла, в то время как вторая (генерал Цастров, 11 батальонов, 10 эскадронов) совершает глубокий обход и нападает с фронта. Английский легион должен занять господствующие возвышенности перед фронтом французов и отвлечь на себя внимание противника, затем, одновременно, с началом наступления союзников, взять Варбург, выбив находящиеся в городе подразделения противника.
В 5 часов утра наследный принц выступил со своим корпусом в направлении Оссендорфа (принц Брауншвейгский с основными силами прикрывал деташированный корпус, находясь у Либенау на берегу Димеля).
Союзной армии не удалось застать французов врасплох, де Мюи был осведомлён о её продвижении. Не зная точного направления движения противника, он всё же привёл своих солдат в боевую готовность. Позднее, когда становится ясно, что предстоит атака левого фланга, он усиливает его подкреплениями, разворачивается в сторону Оссендорфа, откуда наступают союзники, и (непростительная оплошность!) лишь теперь пытается занять господствующую над левым флангом высоту. Но она уже занята к этому моменту небольшим (100 человек) отрядом англичан, встречающих французских солдат ружейным огнём.

## Ход сражения
Отправленный занять Хайнберг французский батальон, встретив отпор и не зная точной силы противника, остановился и вызвал подкрепление. За те полчаса, что потребовались на подход помощи, англичанам удалось установить на горе батарею из 10 орудий, первоначально охраняемую лишь одним батальоном пехоты. В дальнейшем развернулся ожесточённый бой за Хайнберг, поглощавший всё больше и больше французских сил. Заслуги англичан, сковавших на этом направлении значительную часть французского корпуса, тем весомее, что им приходилось действовать на узкой площадке, шириной в 10 шагов, где помещалась лишь одна линия пехоты. Всё же Хайнберг был бы, вероятно, взят, если бы англичанам не помогли союзники: генералы Харденберг и Цастров (последний с некоторой задержкой) атакуют французов во фронт и с фланга. Теснимые с двух сторон, после короткого жаркого боя французы отступают к реке. В этот момент англичане занимают Варбург и, переправившись через Димель, угрожают блокировать единственный свободный путь для отхода французов у Гермете. На заключительном этапе сражения отличились 22 эскадрона английской кавалерии под командованием лорда Грэнби, подоспевшие в это время от главной армии и сразу пошедшие в атаку против прикрывавшей отход кавалерии французов. Французские кавалеристы, несмотря на их численное превосходство, были смяты, атака вызвала панику в рядах французов. В случае полного успеха британской кавалерии, французский корпус был бы целиком уничтожен. Однако французской кавалерии удалось вновь организоваться и прикрыть отходящую пехоту. Сражение конницы завершилось в итоге победой англичан, но, пока оно шло, де Мюи удалось установить на другом берегу Димеля сильную батарею для прикрытия отхода и переправить большую часть своих людей.

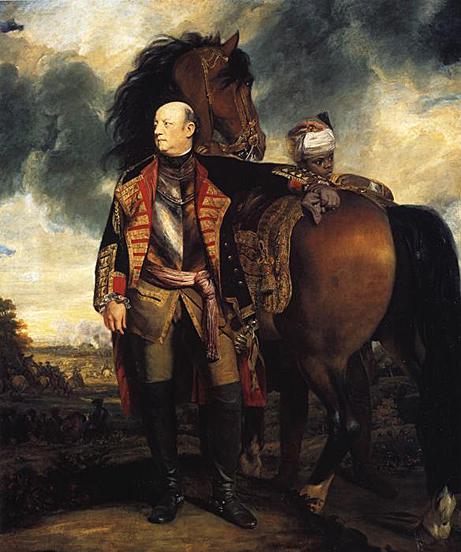
Маркиз Грэнби, написанный сэром Джошуа Рейнольдсом, 1763—1765 годы

## После сражения
Французы потеряли 1500 человек убитыми и ранеными, 13 пушек, 2200 человек попало в плен. Потери союзников составили 1230 человек, из которых 800 человек пришлись на долю англичан, отличившихся при Варбурге.
В это время герцог де Бролье шёл в наступление против покинутого лагеря Союзной армии у Хохенкирхена и был несказанно удивлён, не найдя в нём противника. Вскоре он получил известие о нападении союзников на Варбург и немедленно отправил туда сильные подкрепления, которые, однако, вскоре возвратились назад, встретив в пути остатки разбитого корпуса де Мюи.